# 厄恩河

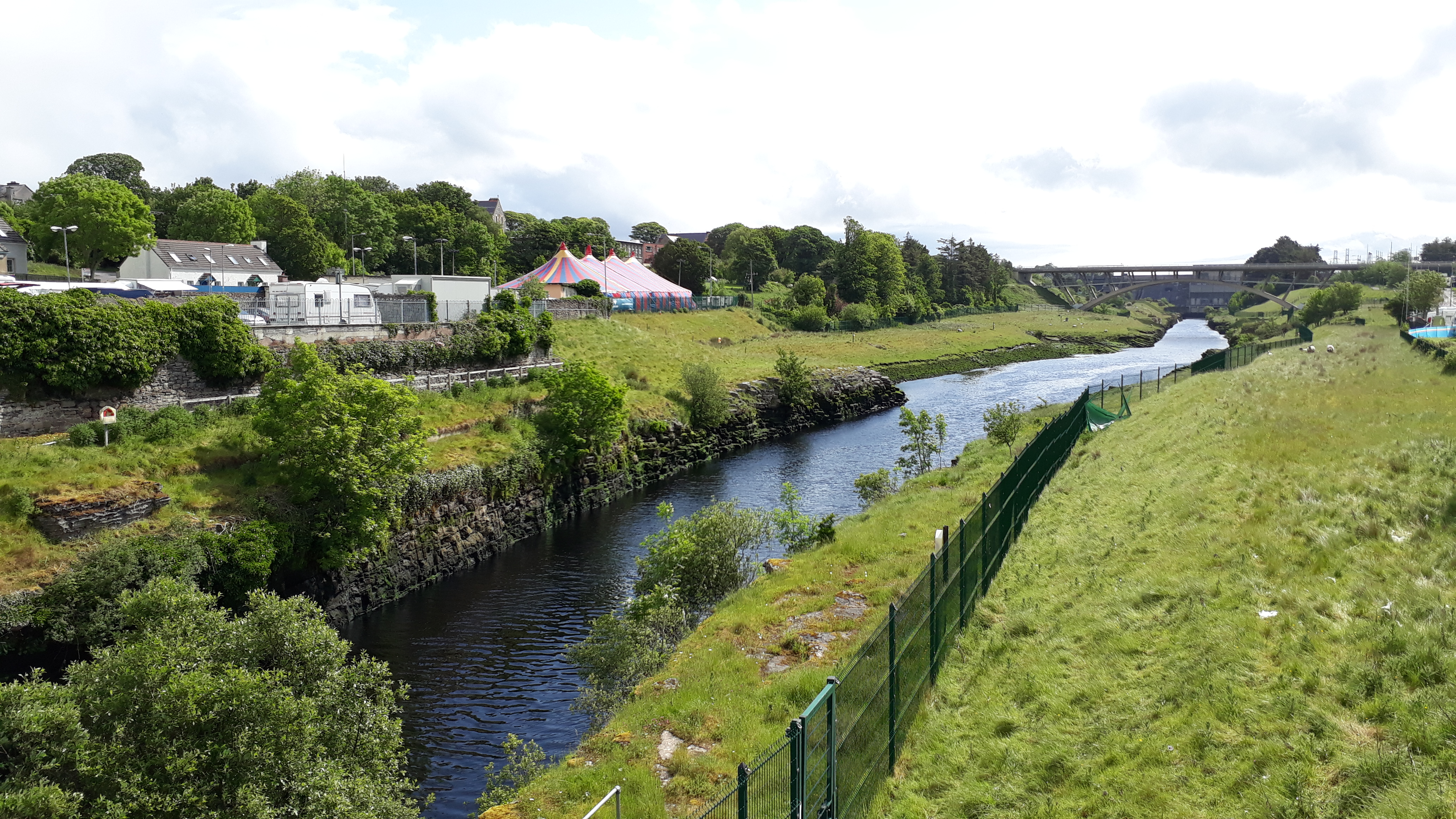
巴里香農附近的厄恩河一景

厄恩河（英語：River Erne，愛爾蘭語：An Éirne）是愛爾蘭島上的一條河流，位於愛爾蘭島北部的阿爾斯特省。厄恩河河道兩度跨越愛爾蘭與英國北愛爾蘭的國界。
厄恩河發源於卡文郡，流經高納湖、奧特爾湖，在小鎮貝爾特貝特北端跨越邊界進入北愛爾蘭弗馬納郡，並注入厄恩湖。流出厄恩湖後厄恩河往西，在貝利克再度跨越邊界進入愛爾蘭，最終在巴里香農西端注入多尼戈爾灣。
在貝爾特貝特附近，厄恩河透過香農-厄恩運河與愛爾蘭最長的河流香農河相連。香農-厄恩運河全長63公里，於1994年竣工。